# 第53屆坎城電影節
第53屆坎城影展於2000年5月14日（法國當地時間）至5月25日於法國坎城節慶宮舉行。本屆評審團主席由法國導演盧·貝松擔任，金棕櫚獎則由丹麥導演拉斯·馮·提爾獲得。

## 得獎名單
本屆坎城電影節頒獎典禮於5月25日舉行。

### 正式競賽長片
- 金棕櫚獎：《在黑暗中漫舞》 － 拉斯·馮·提爾
- 評審團大獎：《鬼子來了》 － 姜文
- 最佳導演獎：楊德昌 － 《一一》
- 最佳劇本獎：James Flamberg、John C. Richards － 《真愛來找碴（英语：Nurse Betty）》
- 最佳女演員獎：碧玉 － 《在黑暗中漫舞》
- 最佳男演員獎：梁朝偉 － 《花樣年華》
- 評審團獎：
  - 《二樓傳來的歌聲（瑞典语：Sånger från andra våningen）》 － 羅伊·安德森
  - 《老師的黑板》 － 薩米拉·馬克馬巴夫（英语：Samira Makhmalbaf）
- 技術特別獎：杜可風、李屏賓、張叔平 － 《花樣年華》

### 一種注目單元
- 最佳影片：《寂寞城市（英语：Things You Can Tell Just by Looking at Her）》 － 羅德里戈·加西亞（英语：Rodrigo García (director)）
- 特別提及：《追夫四人行（英语：Me You Them）》 － 安德魯查·沃丁頓（英语：Andrucha Waddington）

### 金攝影機獎
- 金攝影機：
  - 《追尋愛情的異鄉客（英语：Djomeh）》 － 哈桑·耶克塔帕納赫（英语：Hassan Yektapanah）
  - 《醉馬時光（英语：A Time for Drunken Horses）》 － 巴曼·哥巴迪（英语：Bahman Ghobadi）

### 獨立單位獎項
- 費比西獎
  - 正式競賽單元：《人造天堂》 － 青山真治
  - 導演雙週單元：《醉馬時刻（英语：A Time for Drunken Horses）》 － 巴曼·哥巴迪（英语：Bahman Ghobadi）

## 評審團

### 正式競賽長片評審團
- 盧·貝松：導演。（評審團主席）
- 強納森·德米：導演。
- 傑瑞米·艾恩斯：演員。
- 妮可·賈西亞：演員、導演。
- 馬利歐·馬爾多那：導演。
- 阿蘭達蒂·洛伊：作家。
- 愛塔娜·桑榭·吉翁（義大利語：Aitana Sánchez-Gijón）：演員。
- 克莉斯汀·史考特·湯瑪斯：演員。
- 芭芭拉·蘇科瓦（德语：Barbara Sukowa）：演員。

## 參展影片

### 正式競賽長片
以下電影參與角逐金棕櫚獎：
| 中文片名           | 原文片名                                         | 導演              | 製作國                                                                                |
| ------------------ | ------------------------------------------------ | ----------------- | ------------------------------------------------------------------------------------- |
| 《麵包與玫瑰》     | Bread and Roses                                  | 肯·洛區           | 英国、 德国、 西班牙                                                                  |
| 《春香傳》         | 춘향뎐                                           | 林權澤            |                                                                                       |
| 《巴黎浮世繪》     | Code inconnu : Récit incomplet de divers voyages | 麥可·漢內克       | 法國、 奥地利、 羅馬尼亞                                                              |
| 《在黑暗中漫舞》   | Dancer in the Dark                               | 拉斯·馮·提爾      | 丹麦、 西班牙、 德国、 荷蘭、 義大利、 美国、 英国、 法國、 瑞典、 芬兰、 冰島、 挪威 |
| 《舞影人生》       | Esther Khan                                      | 阿諾·戴普勒尚     | 法國、 英国                                                                           |
| 《迷惑》           | Estorvo                                          | 魯伊·葛拉         | 巴西、 古巴、 葡萄牙                                                                  |
| 《花樣年華》       | 《花樣年華》                                     | 王家衛            | 香港                                                                                  |
| 《快餐女人》       | Fast Food Fast Women                             | 埃摩斯·寇勒       | 美国、 法國、 義大利                                                                  |
| 《御法度》         |                                                  | 大島渚            | 日本                                                                                  |
| 《鬼子來了》       | 《鬼子來了》                                     | 姜文              | 中国                                                                                  |
| 《哈利，親愛吾友》 | Harry, un ami qui vous veut du bien              | 多米尼克·摩爾     | 法國                                                                                  |
| 《贖罪日》         | כיפור                                            | 阿莫斯·吉泰       | 以色列                                                                                |
| 《感傷的宿命》     | Les destinées sentimentales                      | 奧利佛·阿薩亞斯   | 法國、 瑞士                                                                           |
| 《真愛來找碴》     | Nurse Betty                                      | 尼爾·拉布特       | 美国                                                                                  |
| 《霹靂高手》       | O Brother, Where Art Thou?                       | 喬伊·柯恩         | 美国、 英国、 法國                                                                    |
| 《愛，婚了頭》     | Свадьба                                          | 帕維·龍根         | 俄羅斯、 法國                                                                         |
| 《二樓傳來的歌聲》 | Sånger från andra våningen                       | 羅伊·安德森       | 瑞典、 挪威、 丹麦                                                                    |
| 《老師的黑板》     | تخته سیاه                                        | 莎米拉·馬克馬巴夫 | 伊朗、 義大利、 日本                                                                  |
| 《金色情挑》       | The Golden Bowl                                  | 詹姆士·艾佛利     | 美国、 英国、 法國                                                                    |
| 《驚爆地鐵》       | The Yards                                        | 詹姆士·葛雷       | 美国                                                                                  |
| 《狂情錯愛》       | Trolösa                                          | 麗芙·烏曼         | 瑞典、 義大利、 德国、 芬兰、 挪威                                                    |
| 《一一》           | 《一一》                                         | 楊德昌            | 臺灣、 日本                                                                           |
| 《人造天堂》       | EUREKA                                           | 青山真治          | 日本                                                                                  |

### 一種注目
以下電影參與角逐一種注目部分：
| 電影                   | 原始語言 | 導演            | 國家     |
| ---------------------- | -------- | --------------- | -------- |
| 《夏天的滋味》         |          | 陳英雄          | 法國     |
| 《布萊希特的最後夏天》 |          | Jan Schütte     | 德国     |
| 《追尋愛情的異鄉客》   |          | 哈珊·葉塔帕那   | 伊朗     |
| 《處女心經》           |          | 洪常秀          |          |
| 《夢約星期天》         |          | 高橋陽一郎      | 日本     |
| 《寂寞城市》           |          | 羅德利哥·賈西亞 | 哥伦比亚 |

### 特別放映
| 電影         | 原始語言     | 導演              | 國家 |
| ------------ | ------------ | ----------------- | ---- |
| 《臥虎藏龍》 | 《臥虎藏龍》 | 李安              | 臺灣 |
| 《噩夢輓歌》 |              | 戴倫·艾洛諾夫斯基 | 英国 |
| 《火星任務》 |              | 布來恩·迪·帕爾瑪  | 美国 |